# Podgrupa charakterystyczna
Podgrupa charakterystyczna – podgrupa niezmiennicza ze względu na działanie automorfizmów.

## Definicja formalna
Niech {\displaystyle G} będzie grupą. Podgrupę {\displaystyle H\leqslant G} nazywa się charakterystyczną, jeżeli dla każdego automorfizmu (bijektywnego homomorfizmu) {\displaystyle \varphi } grupy {\displaystyle G} i dla każdego elementu {\displaystyle h\in H} zachodzi {\displaystyle \varphi (h)\in H} lub równoważnie {\displaystyle \varphi (H)\subseteq H.}
Ta właściwość podgrupy {\displaystyle H} grupy {\displaystyle G} oznaczana jest symbolem {\displaystyle H\blacktriangleleft G} lub {\displaystyle H\;\operatorname {char} \;G.}

## Podgrupa ściśle charakterystyczna
Podgrupa {\displaystyle H} nazwana zostanie ściśle charakterystyczną w {\displaystyle G,} jeśli jest niezmiennicza ze względu na suriektywne endomorfizmy. Ponieważ w grupach skończonych suriektywność implikuje iniektywność, to pojęcie jest wówczas równoważne pojęciu podgrupy charakterystycznej, jednak w grupach nieskończonych suriektywny endomorfizm nie musi być automorfizmem.

## Podgrupa całkowicie charakterystyczna
Jeżeli {\displaystyle H\leqslant G} jest podgrupą niezmienniczą ze względu na dowolny endomorfizm grupy {\displaystyle G,} to nazywa się ją podgrupą całkowicie charakterystyczną (CC-podgupą, również całkowicie niezmienniczą albo w pełni charakterystyczną bądź w pełni niezmienniczą). Innymi słowy, jeżeli {\displaystyle \varphi \colon G\to G} jest dowolnym homomorfizmem, to {\displaystyle \varphi (H)\leqslant H.}
W każdej grupie zawierają się dwie całkowicie charakterystyczne grupy niewłaściwe: cała grupa oraz podgrupa trywialna. Każda całkowicie charakterystyczna grupa jest grupą ściśle charakterystyczną, a więc podgrupą charakterystyczną. Komutant grupy zawsze jest grupą całkowicie charakterystyczną. Ogólniej, każda podgrupa werbalna jest zawsze całkowicie charakterystyczna. Dla dowolnej zredukowanej grupy wolnej, a w szczególności dla każdej grupy wolnej, zachodzi też twierdzenie odwrotne – każda podgrupa całkowicie charakterystyczna jest werbalna.

## Grupa elementarna
Grupę, której jedynymi podgrupami normalnymi są podgrupa trywialna i cała grupa nazywa się grupą prostą. Analogicznie grupę, której jedynymi podgrupami charakterystycznymi są podgrupa trywialna i cała grupa nazywa się grupą elementarną bądź grupą charakterystycznie prostą.

## Własności
- Każda podgrupa charakterystyczna jest normalna.
- Każda podgrupa całkowicie charakterystyczna jest ściśle charakterystyczna, więc i charakterystyczna. Łatwo sprawdzić, że centrum jest zawsze podgrupą ściśle charakterystyczną, jednak nie zawsze całkowicie charakterystyczną.
- Jeśli {\displaystyle G} jest grupą skończoną, {\displaystyle H} jest jej podgrupą normalną oraz {\displaystyle \operatorname {NWD} (|H|,|G/H|)=1,} to {\displaystyle H\blacktriangleleft G.}

### Przechodniość
Własności charakterystyczności lub całkowitej charakterystyczności podgrupy są przechodnie. Otóż jeśli {\displaystyle H} jest (całkowicie) charakterystyczną podgrupą {\displaystyle G,} a {\displaystyle G} (całkowicie) charakterystyczną podgrupą {\displaystyle E,} to {\displaystyle H} jest (całkowicie) charakterystyczną podgrupą {\displaystyle E.}
Co więcej, choć nie jest prawdą, że każda podgrupa normalna podgrupy normalnej danej grupy jest normalna w tej grupie, to jest prawdą, iż każda charakterystyczna podgrupa podgrupy normalnej jest w niej normalna, czyli:
{\displaystyle H\blacktriangleleft G\vartriangleleft E\implies H\vartriangleleft E,} w szczególności zaś {\displaystyle H\vartriangleleft G.}
Podobnie nie jest prawdą, iż każda ściśle charakterystyczna podgrupa podgrupy ściśle charakterystycznej danej grupy jest w niej ściśle charakterystyczna, to jest prawdą, że każda całkowicie charakterystyczna podgrupa ściśle charakterystycznej jest ściśle charakterystyczna w całej grupie.
Relacja między tymi własnościami może być zobrazowana za pomocą następującego diagramu:
podgrupa ← podgrupa normalna ← podgrupa charakterystyczna ← podgrupa ściśle charakterystyczna ← podgrupa całkowicie charakterystyczna.

## Przykłady
- Każda podgrupa grupy cyklicznej jest charakterystyczna.
- Jeżeli {\displaystyle G} jest grupą, wówczas grupy generowane odpowiednio przez zbiory: {\displaystyle G_{k}=\{a\in G\colon a^{k}=1\}} oraz {\displaystyle G^{k}=\{a^{k}\in G\colon a\in G\},\;k\in \mathbb {N} } są podgrupami charakterystycznymi grupy {\displaystyle G.}
- Niech dana będzie grupa {\displaystyle G=S_{3}\times \mathbb {Z} _{2}} (rzędu 12 będącą produktem prostym grupy symetrycznej rzędu 6 i grupy cyklicznej rzędu 2). Centrum {\displaystyle G} jest jej drugi czynnik, {\displaystyle \mathbb {Z} _{2}.} Pierwszy czynnik {\displaystyle S_{3}} zawiera podgrupę izomorficzną z {\displaystyle \mathbb {Z} _{2},} np. {\displaystyle \{\operatorname {id} ,(12)\}.} Niech {\displaystyle \varphi \colon \mathbb {Z} _{2}\to S_{3}} będzie homomorfizmem we wskazaną podgrupę. Wówczas złożenie rzutu {\displaystyle G} na jej drugi współczynnik {\displaystyle \mathbb {Z} _{2}} z {\displaystyle \varphi } oraz włożeniem {\displaystyle S_{3}} w {\displaystyle G} (jako pierwszy współczynnik) daje endomorfizm {\displaystyle G} w którym obraz centrum {\displaystyle \mathbb {Z} _{2}} nie zawiera się w centrum, a zatem centrum nie jest całkowicie charakterystyczną podgrupą grupy {\displaystyle G.}
- Komutant dowolnej grupy {\displaystyle G} jest jej podgrupą całkowicie charakterystyczną, gdyż jest on podgrupą werbalną (generowaną przez wszystkie wyrażenia określonej postaci – komutatory). Dla każdego automorfizmu {\displaystyle \sigma \in \operatorname {Aut} (G)} i dla każdego {\displaystyle x,y\in G} zachodzi {\displaystyle \sigma ([x,y])=[\sigma (x),\sigma (y)].}
- Część torsyjna (największa podgrupa torsyjna) grupy abelowej jest podgrupą całkowicie charakterystyczną.
- Przykładami grup elementarnych są grupy addytywne przestrzeni wektorowych nad ciałami skończonymi.

## Przekształcenia grupy auto- i endomorfizmów
Jeżeli {\displaystyle H\blacktriangleleft G,} to każdy automorfizm {\displaystyle G} indukuje automorfizm na grupie ilorazowej {\displaystyle G/H,} istnieje stąd przekształcenie {\displaystyle \operatorname {Aut} \,G\to \operatorname {Aut} \,G/H.}
Jeżeli {\displaystyle H} jest podgrupą całkowicie charakterystyczną w {\displaystyle G,} to analogicznie: każdy endomorfizm {\displaystyle G} indukuje endomorfizm {\displaystyle G/H,} który daje przekształcenie {\displaystyle \operatorname {End} \,G\to \operatorname {End} \,G/H.}